# Evangelische Kirche (Kleinalmerode)

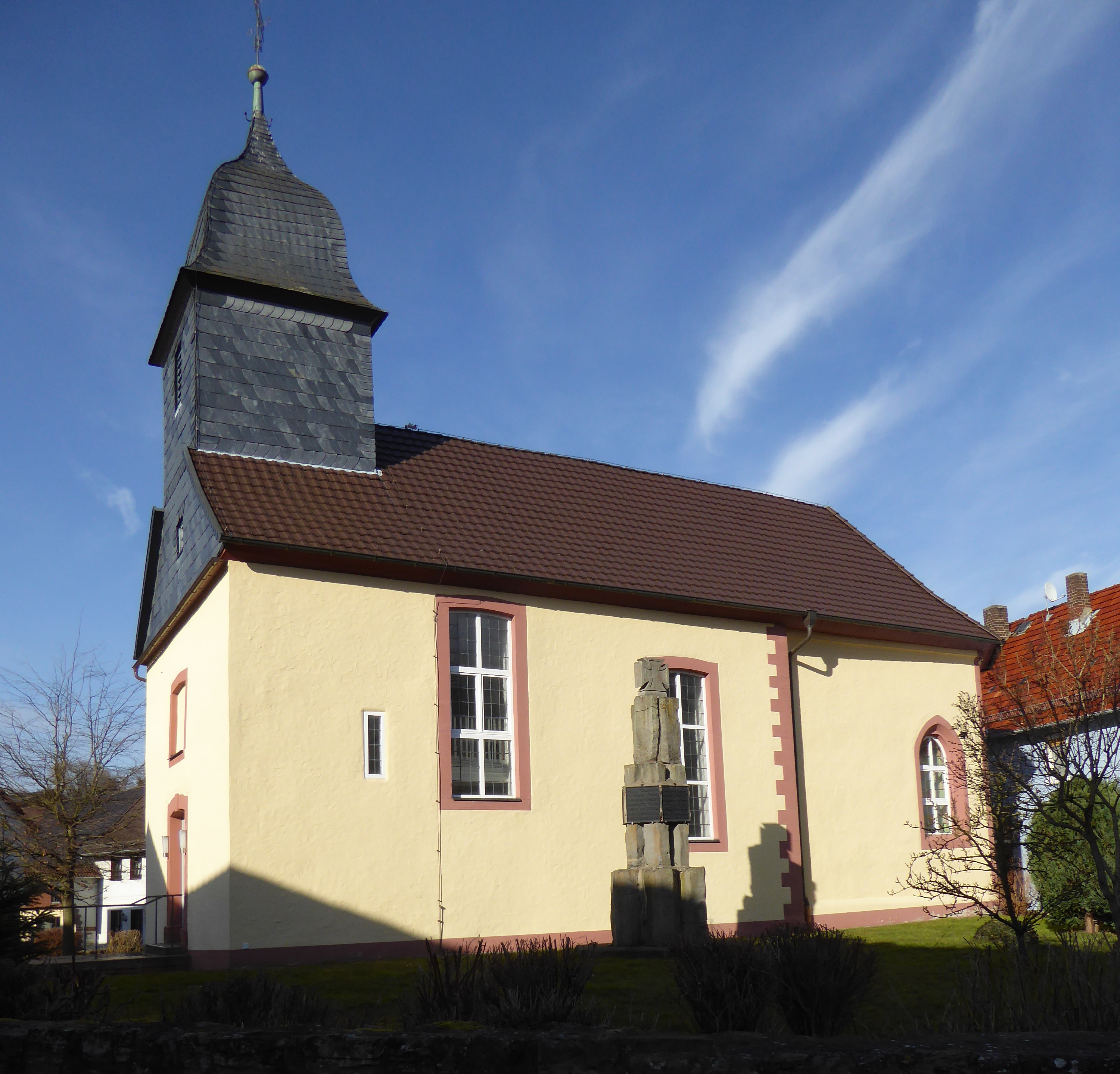
Evangelische Kirche in Kleinalmerode

Die evangelische Kirche Kleinalmerode ist ein denkmalgeschütztes Kirchengebäude in Kleinalmerode, einem Stadtteil von Witzenhausen im Werra-Meißner-Kreis in Hessen. Das Kirchspiel gehört zum Kirchenkreis Werra-Meißner im Sprengel Kassel der Evangelischen Kirche von Kurhessen-Waldeck.

## Beschreibung
Die im Kern gotische Saalkirche wurde nach Plänen von Johann Friedrich Matthei 1836 erneuert. Aus dem Satteldach des Kirchenschiffs erhebt sich im Westen ein schiefergedeckter Dachturm, der mit einer glockenförmigen Haube bedeckt ist. Der ursprünglich gewölbte Chor erhielt 1760 eine Flachdecke. An der Südwand des Chors befindet sich eine spätgotische Wandmalerei mit der Darstellung des heiligen Christophorus. Die Kanzel wurde um 1650 errichtet. Die Orgel wurde 1801 von Georg Peter Wilhelm gebaut.